# Jack Albertson
Harold 'Jack' Albertson (Malden, 16 juni 1907 – Hollywood Hills, 25 november 1981) was een Amerikaans acteur van Pools-Russische afkomst. Hij won in 1969 een Oscar voor zijn bijrol als John Cleary in de dramafilm The Subject Was Roses. Voor het spelen van diezelfde rol op het toneel kreeg hij in 1965 al een Tony Award toegekend. Daarnaast won Albertson in zowel 1975 (voor zijn gastoptreden als zichzelf in de muzikale komedieserie Cher) als 1976 (voor zijn hoofdrol als Ed Brown in de komedieserie Chico and the Man) een Primetime Emmy Award.
Albertson kreeg in 1977 een ster op de Hollywood Walk of Fame.

## Carrière
Albertson maakte in 1938 zijn acteer- en filmdebuut als een niet bij naam genoemde verslaggever in de romantische komedie Next Time I Marry. Uiteindelijk speelde hij in zijn carrière in meer dan 40 films, meer dan 55 met televisiefilms erbij. Daarnaast had Albertson wederkerende rollen in verschillende televisieseries, waarvan die als Ed Brown in Chico and the Man en die als Virgil Stoner in de komedieserie Ensign O'Toole het omvangrijkst waren. In meer dan 100 andere series speelde hij eenmalige rollen. Voorbeelden hiervan zijn I Love Lucy (in 1956), Wagon Train (1962), The Twilight Zone (1961 en 1963), The Lucy Show (1964), The Big Valley (1969), McMillan & Wife (1971), The Streets of San Francisco (1973) en Charlie's Angels (1980).
Albertson kreeg in 1978 te horen dat hij leed aan darmkanker. Hij overleed hieraan in 1981.

## Filmografie
*Exclusief 14 televisiefilms
- The American Adventure (1982)
- The Fox and the Hound (1981, stem)
- Dead & Buried (1981)
- The Poseidon Adventure (1972)
- Pickup on 101 (1972)
- The Late Liz (1971)
- Willy Wonka & the Chocolate Factory (1971)
- Rabbit, Run (1970)
- Squeeze a Flower (1970)
- Justine (1969)
- Changes (1969)
- The Subject Was Roses (1968)
- How to Save a Marriage and Ruin Your Life (1968)
- The Flim-Flam Man (1967)
- How to Murder Your Wife (1965)
- Roustabout (1964)
- The Patsy (1964)
- A Tiger Walks (1964)
- Kissin' Cousins (1964)
- Son of Flubber (1963)
- Days of Wine and Roses (1962)

## Televisieseries
*Exclusief eenmalige rollen
- Grandpa Goes to Washington - Joe Kelley (1978-1979, zeven afleveringen)
- Chico and the Man - Ed Brown (1974-1978, 88 afleveringen)
- Temperatures Rising - Senator Farmstick (1972, twee afleveringen)
- Run for Your Life - Harry Krissel (1967, twee afleveringen)
- Mister Ed - Paul Fenton (1961-1964, zes afleveringen)
- Ensign O'Toole - Virgil Stoner (1962-1963, 32 afleveringen)
- Room for One More - Walter Burton (1962, acht afleveringen)
- The Donna Reed Show - Jack Richards (1960-1961, drie afleveringen)
- The Thin Man - Harry Evans (1957-1959, achttien afleveringen)
- The George Burns Show - Tony London (1958, twee afleveringen)
- Our Miss Brooks - Harry (1956, twee afleveringen)

## Privé
Albertson trouwde in 1952 met Wallace 'Wally' Thompson. Samen met haar kreeg hij dochter Maura, die in 1990 trouwde met acteur Wes Studi. Albertson zelf was de jongere broer van Mabel Albertson, die van 1928 tot en met 1975 ook acteerde in films en televisieseries.
- Biblioteca Nacional de España: XX1552327
- Bibliothèque nationale de France: cb139569483 (data)
- Gemeinsame Normdatei: 1293021652
- International Standard Name Identifier: 0000 0001 1611 2750
- Library of Congress Control Number: n86139957
- MusicBrainz: 28241d94-0d9d-4639-852a-f6a36bb1cc5e
- Nationale Bibliotheek van Tsjechië: xx0231946
- Nederlandse Thesaurus van Auteursnamen: 07386921X
- SNAC: w6c574f3
- Système universitaire de documentation: 117743607
- Virtual International Authority File: 27258504
- WorldCat: E39PBJbxJfXQdj3VjQhDRgGJXd